# Diploglena
Diploglena là một chi nhện trong họ Caponiidae.

## Các loài
Chi này gồm các loài:
- Diploglena capensis Purcell, 1904
  - Diploglena capensis major Lawrence, 1928